# 11459 Andraspal
11459 Andraspal este o planetă minoră (asteroid) din centura de asteroizi. A fost descoperită pe 1 martie 1981 la Observatorul Siding Spring de Schelte J. Bus și a fost numită după Pál András⁠(d). 
Obiectul prezintă o orbită caracterizată de o semiaxă mare de 2,2823888 UAi, o excentricitate de 0,22, o înclinație de 4,19481 ° în raport cu ecliptica.